# آمنة الريماوي
آمنة عبد الجابر الريماوي (أم فادي؛ 1957- 29 نوفمبر 2021) هي مناضلة سياسية فلسطينية.

## حياتها
ولدت في قرية بيت ريما شمال غرب مدينة رام الله عام 1957 إبان الإدارة الأردنية للضفة الغربية. بدأت آمنة نضالها وهي على صفوف الدراسة، وكان وعيها السياسي المبكر منذ الطفوله. تحدثت عن تفتح وعيها إثر العدوان الإسرائيلي العام 1967على الضفة الغربية لنهر الأردن وقطاع غزة وعلى سيناء والجولان حين لجأت مع عائلتها وعدد كبير من قرية بيت ريما إلى المغر الطبيعية اتقاء لطائرات الاحتلال الإسرائيلي.
تطوّرت مشاركتها السياسية منذ العام 1969. وتعتبر قائدة عمالية شعبية، عملت في الدفاع عن حقوق العمال الفلسطينيين خاصة حقوق المرأة العاملة الفلسطينية حتى عام 1977، عملت مع اتحاد العمال الفلسطينيين وناضلت من أجل تحسين ظروف عمل النساء والرجال، من خلال المفاوضات والدخول في وساطات لتحقيق أفضل مناخ للعمل.عام 1978 انتخبت عضو هيئة إدارية في اتحاد العمال في رام الله ثم انتخبت عام 1985 نائبة رئيس اتحاد العمال الفلسطينيين وبقيت في هذا المنصب حتى عام 1994.عملت للحصول على حقوق المرأة في المساواة في الأجور وكامل شروط العمل، كما عملت على إنشاء مركز للدراسات العمالية مقره مدينة رام الله. وهي عضو في المجلس الوطني الفلسطيني (1985-1988). اعتقلت من قبل القوات الإسرائيلية لعامين (1991-1993). كانت من ضمن 1000 امرأة من حول العالم اللواتي تم ترشيحهن لنيل جائزة نوبل للسلام للعام 2005.